# Ліберія на Олімпійських іграх
Ліберія брала участь у 11-ти літніх Олімпійських іграх. Дебютували в 1956 році на літніх Олімпійських іграх у Мельбурні. З того часу Ліберія брала участь у всіх літніх Іграх, крім Ігор 1968, 1976 і 1992 років. У зимових Олімпійських іграх участі не брала. Спортсмени Ліберії ніколи не завойовували Олімпійських медалей.

## Таблиця медалей
| Ігри              | Вид спорту      | К-сть спортсменів | Медалі          | Медалі          | Медалі          |                 |
| Ігри              | Вид спорту      | Athletics         |                 |                 |                 |                 |
| ----------------- | --------------- | ----------------- | --------------- | --------------- | --------------- | --------------- |
| Мельбурн 1956     | 1               | 4                 | 0               | 0               | 0               |                 |
| Рим 1960          | 1               | 4                 | 0               | 0               | 0               |                 |
| Токіо 1964        | 1               | 4                 | 0               | 0               | 0               |                 |
| Мехіко 1968       | не брала участі | не брала участі   | не брала участі | не брала участі | не брала участі | не брала участі |
| Мюнхен 1972       | 1               | 4                 | 0               | 0               | 0               |                 |
| Монреаль 1976     | не брала участі | не брала участі   | не брала участі | не брала участі | не брала участі | не брала участі |
| Москва 1980       | 1               | 7                 | 0               | 0               | 0               |                 |
| Лос-Анджелес 1984 | 1               | 4                 | 0               | 0               | 0               |                 |
| Сеул 1988         | 1               | 5                 | 0               | 0               | 0               |                 |
| Барселона 1992    | не брала участі | не брала участі   | не брала участі | не брала участі | не брала участі | не брала участі |
| Атланта 1996      | 1               | 5                 | 0               | 0               | 0               |                 |
| Сідней 2000       | 1               | 7                 | 0               | 0               | 0               |                 |
| Афіни 2004        | 1               | 2                 | 0               | 0               | 0               |                 |
| Пекін 2008        | 1               | 3                 | 0               | 0               | 0               |                 |
| Лондон 2012       | 2               | 4                 | 0               | 0               | 0               |                 |